# 申绍
申紹，五胡十六国時代前燕官员。魏郡魏县人。其父为后赵司空申鍾。弟弟申胤也是前燕官员。
其父申鍾在後趙、冉魏担任要职，352年被前燕輔弼将軍慕容評击败并俘虏，从此在前燕麾下效力。
申紹在前燕担任尚書右丞。369年十一月，前燕吴王慕容垂与掌权的太傅慕容評发生冲突，投奔前秦。慕容評得知后，因范阳王慕容德与慕容垂交好，将其連座免官，而慕容垂的直属部下，如車騎从事中郎高泰都被免官。申紹劝谏慕容評说道：“现在吴王出奔，人们都在议论太傅和吴王之间的恩怨。太傅应该在吴王僚属中提拔贤者，消除不必要的谣言。”慕容評提拔谁。申绍回答说：“高泰是最有適任的。”慕容評就让高泰復職，任命他为尚书郎。
当時，連年兵難，国力大疲。皇太后可足渾氏扰乱国政，慕容評贪得无厌。朝廷賄賂横行，官员不按才能而按賄賂选拔，群臣百官一片怨恨愤怒。申紹对此表示担忧，上疏说：“守宰（郡太守、县令等地方長官），是实现天下大治的根本。如今守宰，大都任非其人、有的是出自军队的武臣，有的是生长于富贵人家的贵戚，没有经由乡举里选，没有经历朝廷的职务。法提升黜免毫无准则，怠惰者不畏惧遭受刑罚，清廉勤勉者没有获得奖赏的激励。百姓困弊，盗贼横行，政纲颓废，法度紊乱，没有人能互相监督震慑。官吏冗多，超过前代。公私纠葛，不胜其烦。我大燕户数人口，相当于二寇（前秦、东晋）之和，武器战马的精良强劲，四方没有谁能比。然近来屡战屡败，这全都是由于守宰征调赋税不公平，侵吞渔肉无休无止，出征的和留下的全都窘困，没有人肯舍生战斗。後宮的女子有四千多人，童仆、侍者、奴隶、差役尚在其外，一天的费用，就值万金。官吏百姓也效仿这一做法，竞相奢侈浪费。秦国僭越尊号，晋朝偏居一隅，尚能有条不紊地治理国家，怀有兼并天下之心，而我国上行下效因循陋习，越来越失去秩序。我们的混乱，正是他们的愿望。我认为应该精心选择守宰，裁撤冗官冗职。安抚士兵的家属，節減公私浪費，抑止浮华靡费，珍惜支出费用，奖赏一定与功劳相称，刑罚一定与罪行相当。如此则桓温、王猛可以斩杀，晋朝、秦国也可以攻取，岂只保境安民。索頭什翼犍（代王拓跋什翼犍）老朽昏庸，虽很少贡奉，也没有能力作乱。我国却让士兵远征戍卫，这有损无益。不如将兵力调至并州，控制西河，南固壶关，北固晋阳，西寇来犯，可以抵御防守。也胜于保卫孤城戍守无用之地。”他呼吁重新审视守宰的选拔，减少官府的经費，明确奖罚。奏疏进上，没有回音。后来他担任常山郡太守。
370年十二月，前秦攻陷邺城，前燕灭亡。申紹被前秦君主苻堅任命为散騎侍郎。他和散騎侍郎韋儒被任命为繡衣使者，代表皇帝巡视、惩罚不法之行。巡视关东（前燕故地）州郡，观察风俗民情。劝勉农耕蚕桑，赈济抚恤贫困，收敛安葬死者，表彰节义行为。前燕时代的政令有不利于百姓的，全都加以修改、废除。之后转任河間相。
372年八月，申绍应镇守冀州的陽平公苻融之邀，担任治中別駕。同年，苻融因为擅自建造学舍而被官府纠劾。他派主簿李纂到长安去陈述理由，李纂却因焦虑而死在途中。苻融问申绍：“还有谁可以派去？”申紹说：“燕国尚书郎高泰，清晰明辩，有胆有谋，可以派去。”苻融派高泰为使者前往长安，与宰相王猛交谈，洗清了苻融的嫌疑。
苻融年轻，为政喜好新奇，推崇以苛察体现精明。申绍多次劝他改正，转向实行宽容和缓的政策。苻融虽然尊敬申绍，却未能完全听从他。後申紹调任济北太守，离开邺城，苻融多次因为犯有过错而失去声望，多次导致被谴责，才悔恨没有听从申绍的话。
380年七月，长乐公苻丕担任都督关东諸軍事、冀州牧，鎮守鄴城，申紹担任他的别駕。后被召至中枢，担任尚书。
382年十月，苻坚萌生了征服东晋的强烈愿望，并决定付诸行动。申绍与苻融、石越等众多朝臣，上書反对苻坚出征达数十回。苻坚却说：“我亲自攻打晋国，强弱对比，就像疾風扫枯叶一样。但朝廷内外的反对，我真不理解。”苻坚最终没有听从。
383年，苻堅征伐江南，却在淝水之战中遭遇历史性失败，激起了前秦属下諸部族的謀反。384年二月，高泰因是前燕的旧臣，被怀疑怀有二心，于是和同郡的虞曹从事吴韶逃回勃海故里避祸。这时，慕容垂已经自立，建立了后燕，吴韶劝高泰，燕国的军队近在肥乡，应该前去归附。高泰说：“我们为的是逃避灾祸而已，离开一君，又去事奉另一君，这是我所不愿意干的。”申绍见到他后感叹地：“去就全都依循道理，可以称得上是君子。”